# Cécile Vainsel

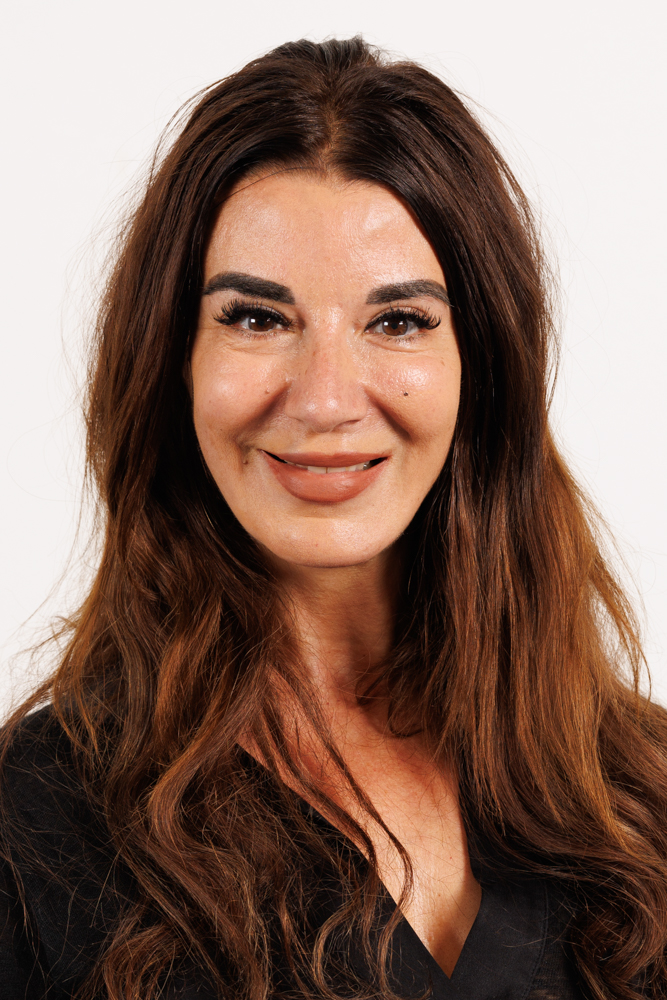
Cécile Vainsel

Cécile Vainsel (Brussel, 17 januari 1973) is een Belgisch politica voor de PS.

## Levensloop
Vainsel behaalde in 1997 het diploma van licentiate in de rechten aan de ULB en ging vervolgens van 1998 tot 2000 aan de slag als juridisch adviseur voor een interdisciplinair team van bemiddelaars, opvoeders en sociaal assistenten in het kader van nabijheidsprojecten met kwetsbare mensen in de Brusselse Noordwijk.
Van 2001 tot 2002 werkte ze als attaché voor sociale aangelegenheden en armoedebestrijding op het kabinet van Brussels staatssecretaris Alain Hutchinson, in diens hoedanigheid als minister van Sociale Actie in de Franse Gemeenschapscommissie. Nadien was ze van 2002 tot 2004 aan de slag op het Institut Emile Vandervelde, de studiedienst van de PS, als adviseur voor volksgezondheid, sociale zaken, armoedebestrijding, gezinsbeleid en gelijkheid tussen mannen en vrouwen.
Van 2004 tot 2006 was Vainsel adjunct-kabinetschef van Christiane Vienne, de toenmalige Waalse minister van Sociale Actie, Gezondheid en Gelijke Kansen, en nadien werd ze werkzaam op verschillende Brusselse ministeriële kabinetten. Van 2007 tot 2008 was ze adviseur en hoofd van de cel huisvesting bij Brussels staatssecretaris Françoise Dupuis en van 2008 tot 2009 adviseur inzake veiligheidspreventie en bestrijding van criminaliteit voor Brussels minister-president Charles Picqué. 
In 2011 werd ze raadgever voor cultuur op de kabinetten van de opeenvolgende Brusselse staatssecretarissen Emir Kir, Rachid Madrane en Fadila Laanan, in hun rol als minister van Cultuur in de Franse Gemeenschapscommissie. Ze bleef deze functie bekleden tot in 2017 en was er betrokken bij het op touw zetten van het Culturele Plan voor Brussel, dat als doel had om aan de verschillende bevoegde overheden een strategische en geïntegreerde visie aan te bieden voor de culturele ontwikkeling van het Brussels Gewest. Ten slotte was Vainsel van maart 2018 tot juni 2024 administratief directrice bij het Departement voor Culturele Zaken, Sport en Sociaal Toerisme van de Franse Gemeenschapscommissie, waar ze in 2019 enkele maanden met politiek verlof was.
Sinds de gemeenteraadsverkiezingen van oktober 2012 zetelt Vainsel voor de PS in de gemeenteraad van Sint-Pieters-Woluwe, waar ze fractieleider werd voor haar partij. Sinds 2023 is ze tevens co-voorzitter van de PS-afdeling in de gemeente.
Na de Brusselse gewestverkiezingen van mei 2019 kwam ze in juni 2019 tijdelijk in het Brussels Hoofdstedelijk Parlement terecht als opvolger van Rachid Madrane, ontslagnemend minister in de Franse Gemeenschapsregering. Een maand later kwam haar mandaat al ten einde, nadat Madrane terugkeerde naar het Brussels Parlement om er parlementsvoorzitter te worden. Vijf jaar later, na de Brusselse gewestverkiezingen van juni 2024, nam Vainsel dezelfde maand opnieuw zitting in het Brussels Parlement, ditmaal ter vervanging van ontslagnemend Brussels staatssecretaris Nawal Ben Hamou.